# Kurt Schwarze (Politiker)
Kurt Schwarze (* 30. November 1888 in Dessau; † 10. September 1961 in Hamburg) war ein Politiker (DDP, LDP, FDP) und Landtagsmitglied in Anhalt und Sachsen-Anhalt.

## Leben
Kurt Schwarze besuchte das Gymnasium in Dessau und studierte danach an den Universitäten Tübingen, Berlin und Halle Volkswirtschaft, Geschichte und Philologie. 1912 wurde er zum Dr. phil. promoviert. 1913 bis 1945 war er im höheren Schuldienst in Bernburg und Dessau tätig. 1919 bis 1924 war er nebenberuflich Dozent am Polytechnikum Köthen.
1918 trat er der DDP bei und war 1918 bis 1932 Mitglied im Landesvorstand der DDP in Anhalt. 1918 bis 1926 war er für die DDP Landtagsabgeordneter im Landtag des Freistaates Anhalt. 1927 bis 1931 war er Stadtverordneter in Bernburg. In der Zeit des Nationalsozialismus konnte er seine politische Arbeit nicht fortführen.
1945 trat er der LDPD bei und wurde Kreis- und Bezirksvorsitzender seiner Partei in Dessau. Gleichzeitig gehörte er dem Landesvorstand und Hauptausschuss der LDPD an. 1946 bis 1950 war er Mitglied der Gemeindevertretung in Dessau und November 1946 bis Januar 1947 Bürgermeister von Dessau. Von Januar 1947 bis 1949 war er Ministerialdirektor im Ministerium für Volksbildung in Halle. Ab April 1947 war er Vorsitzender des Ausschusses für Kulturpolitik im Zentralvorstand der LDPD und seit Februar 1949 Mitglied des geschäftsführenden Zentralvorstandes der Partei.
Bei der Landtagswahl in der Provinz Sachsen 1946 wurde er im Wahlbezirk 5 (Dessau Köthen, Zerbst und Kalbe) in den Landtag Sachsen-Anhalt gewählt. Im Landtag war er stellvertretender Landtagspräsident und ab 1949 Fraktionsvorsitzender der LDPD. Am 14. Dezember 1948 wurde er mit Walter Ulbricht, Bernard Koenen, Erhard Hübener und acht weiteren Abgeordneten vom Landtag Sachsen-Anhalt in die erweiterte Deutsche Wirtschaftskommission gewählt.
Er war seit März 1948 Mitglied des ersten und des zweiten Volksrates, der sich 1949 in Provisorische Volkskammer umbenannte. Im Februar 1950 legte er dieses Mandat nieder. 1949 bis 1950 war er auch Mitglied der Provisorischen Länderkammer der DDR und seit 11. Oktober 1949 deren stellvertretender Präsident.

## Werke
- Kurt Schwarze: Handbuch des Landtags Sachsen-Anhalt, Mitteldeutsche Druckerei und Verlagsanstalt GmbH, Halle (Saale) 1947.